# Von Otterøya
Von Otterøya is een onbewoond eiland in de Straat Hinlopen in Spitsbergen. Het eiland maakt deel uit van de Spitsbergse archipel Vaigattøyane. Von Otterøya heeft een oppervlakte van 20 km².